# 波津彬子
波津 彬子（はつ あきこ、1959年12月16日 - ）は、日本の女性漫画家。石川県金沢市出身、在住。血液型はA型。あとがきマンガでは波頭 涛子（なみがしら とうこ）を名乗っている。実姉は漫画家の花郁悠紀子。

## 略歴
姉・花郁悠紀子が入っていた坂田靖子の漫画研究会ラヴリの活動を小学生のころから見ており、のちに自身も参加。花郁悠紀子、坂田靖子、橋本多佳子のアシスタントをしていた。ラヴリのメンバーや縁のあるプロ漫画家に声をかけ同人誌『らっぽり』を主催。
姉の没後の1981年、『ALLAN』（みのり書房）1月号に掲載の「波の挽歌」でプロデビュー。その後、『グレープフルーツ』（新書館）、『デュオ』（朝日ソノラマ）、『プチフラワー』（小学館）などで活躍。
伝統への造詣の深さが作風に現れ、オリジナル作品の他に泉鏡花の小説のコミカライズも手がける。画集も出版されている。エッセイストとしての執筆や同人誌活動も行う。
2021年から朝日新聞出版による『朝日ホラーコミック大賞』の審査員を務めている。
代表作は「雨柳堂夢咄」「うるわしの英国シリーズ」など。花郁悠紀子作品の著作権継承者でもある。

## 人物
『ダ・ヴィンチ』（KADOKAWA）2021年8月号に掲載された「植物と本」特集のインタビューで、波津は「古都金沢に生まれ育ったことと自分の美意識は切り離せない」と語っている。

## 作風
波津によると、作中の季節感や雰囲気を作るために、無意識に植物を使っているという。
猫が物語に出てくることが多いが、とても猫らしさが豊かに描かれていて作家の観察眼の鋭さが感じられる。

## 作品リスト
- 『B級パラダイス！』朝日ソノラマ〈デュオ・セレクション〉、1985年4月。ISBN 4-257-90058-X。
  - 『B級パラダイス！』（改訂・増補版）朝日ソノラマ、1993年12月。ISBN 4-257-90210-8。
- 『光の庭・風の立つ影』小学館〈PFビッグコミックス〉、1987年8月。ISBN 4-09-178661-8。
- 『パーフェクト・ジェントルマン』小学館〈PFコミックス〉、1988年12月。ISBN 4-09-178662-6。
  - 『パーフェクト・ジェントルマン』小学館〈小学館文庫〉、2000年6月。ISBN 4-09-191331-8。
- 『さざめく黄金（きん）の波』新書館〈ペーパームーンコミックス〉、1989年7月。ISBN 978-4-403-61200-8。
- 『燕雀庵夜咄』朝日ソノラマ、1989年9月。ISBN 4-257-90107-1。
  - 『燕雀庵夜咄』白泉社〈白泉社文庫〉、1999年12月。ISBN 4-592-88336-5。
  - 『燕雀庵夜咄』（新版）朝日新聞社、2007年10月。ISBN 978-4-02-213090-7。
- 『お目にかかれて』小学館〈PFコミックス〉、1990年5月。ISBN 4-09-178663-4。
  - 『お目にかかれて』小学館〈小学館文庫〉、2000年6月。ISBN 4-09-191332-6。
- 『水に棲む鬼』朝日ソノラマ、1992年7月。ISBN 4-257-90161-6。
  - 『水に棲む鬼』白泉社〈白泉社文庫〉、2000年9月。ISBN 4-592-88338-1。
  - 『水に棲む鬼』（新版）朝日新聞社、2007年10月。ISBN 978-4-02-213094-5。
- 『秋霖の忌』朝日ソノラマ、1992年11月。ISBN 4-257-90169-1。
  - 『秋霖の忌』白泉社〈白泉社文庫〉、2001年3月。ISBN 4-592-88339-X。
  - 『秋霖の忌』（新版）朝日新聞社、2007年10月。ISBN 978-4-02-213093-8。
- 『夜はきて愛を語り』朝日ソノラマ〈眠れぬ夜の奇妙な話コミックス〉、1993年11月。ISBN 4-257-90207-8。
  - 『夜はきて愛を語り』朝日ソノラマ〈ソノラマコミック文庫〉、2003年6月。ISBN 4-257-72212-6。
  - 『夜はきて愛を語り』（新版）朝日新聞社〈ソノラマコミック文庫〉、2007年10月。ISBN 978-4-02-267136-3。
  - 『夜はきて愛を語り』（新版）朝日新聞社〈眠れぬ夜の奇妙な話コミックス〉、2007年10月。ISBN 978-4-02-213096-9。
- 雨柳堂夢咄　其の1-12(1993/03-、続刊) 
  - 雨柳堂夢咄　其の1-11(新版2007/10-、続刊）
  - 雨柳堂夢咄　其の1-7(文庫版2002/06-、続刊）
  - 雨柳堂夢咄　其の1-6(新版文庫2007/10-、続刊）
- 『雨柳堂夢咄画集』朝日ソノラマ、2004年10月。ISBN 4-257-03702-4。
  - 『雨柳堂夢咄画集』（新版）朝日新聞社、2007年10月。ISBN 978-4-02-213810-1。
- 『花色更紗　波津彬子イラスト集』朝日ソノラマ、1993年9月。ISBN 4-257-03367-3。
- 『幽霊宿の主人（あるじ）』角川書店〈Asuka comics DX. 冥境青譚抄 1〉、1994年6月。ISBN 4-04-852482-8。
  - 『幽霊宿の主人（あるじ）　冥境青譚抄』白泉社〈白泉社文庫〉、1999年12月。ISBN 4-592-88335-7。
- 『牡丹灯籠』朝日ソノラマ、1995年7月。ISBN 4-257-90250-7。
  - 『牡丹灯籠』（新版）朝日新聞社〈眠れぬ夜の奇妙な話コミックス〉、2007年10月。ISBN 978-4-02-213091-4。
- 『鏡花夢幻』朝日ソノラマ〈眠れぬ夜の奇妙な話コミックス〉、1995年11月。ISBN 4-257-90257-4。
  - 『鏡花夢幻　泉鏡花/原作より』白泉社〈白泉社文庫〉、2000年6月。ISBN 4-592-88337-3。
  - 『鏡花夢幻』（新版）朝日新聞社〈眠れぬ夜の奇妙な話コミックス〉、2007年10月。ISBN 978-4-02-213092-1。
- 『水の中の月』角川書店〈Asuka comics DX. 冥境青譚抄 2〉、1996年5月。ISBN 4-04-852680-4。
- 『9つの夜の扉』朝日ソノラマ〈眠れぬ夜の奇妙な話コミックス〉、1997年9月。ISBN 4-257-90310-4。
  - 『9つの夜の扉』（新版）朝日新聞社〈眠れぬ夜の奇妙な話コミックス〉、2007年10月。ISBN 978-4-02-213078-5。
- 『異国の花守』小学館〈PFコミックス〉、1997年12月。ISBN 4-09-178664-2。
  - 『花の聲（こえ）　異国の花守』小学館〈PFコミックス〉、1999年4月。ISBN 4-09-178665-0。
  - 『異国の花守』小学館〈小学館文庫〉、2001年10月。ISBN 4-09-191333-4。
- 『夜のやさしい手』白泉社〈ジェッツコミックス〉、1999年11月。ISBN 978-4-592-13193-9。
  - 『夜のやさしい手』白泉社〈白泉社文庫〉、2008年3月。ISBN 978-4-592-88599-3。
- 『唐人屋敷』朝日ソノラマ〈眠れぬ夜の奇妙な話コミックス〉、2000年6月。ISBN 4-257-90417-8。
  - 『唐人屋敷』（新版）朝日新聞社〈眠れぬ夜の奇妙な話コミックス〉、2007年10月。ISBN 978-4-02-213095-2。
  - 『唐人屋敷』朝日新聞社〈ソノラマコミック文庫 は28-9〉、2009年1月。ISBN 978-4-02-267184-4。
- 『彩織り幻想　多宝格　波津彬子の世界』小学館、2001年11月。ISBN 4-09-199881-X。
- うるわしの英国シリーズ
  - 『月の出をまって』小学館〈Flower comics special. うるわしの英国シリーズ 1〉、2002年4月。ISBN 4-09-138781-0。
  - 『中国（チャイナ）の鳥』小学館〈Flower comics special. うるわしの英国シリーズ 2〉、2004年6月。ISBN 4-09-138782-9。
  - 『空中楼閣の住人』小学館〈Flower comics special. うるわしの英国シリーズ 3〉、2005年4月。ISBN 4-09-138783-7。
  - 『花々のゆううつ』小学館〈Flower comics special. うるわしの英国シリーズ 4〉、2007年1月。ISBN 4-09-130794-9。
  - 『扉をあける風』小学館〈Flower comics special. うるわしの英国シリーズ 5〉、2007年10月。ISBN 978-4-09-131396-6。
- 『姫の恋わずらい』小学館〈Flower comics special〉、2008年7月。ISBN 978-4-09-131720-9。
- 女神さまと私 全2巻、2009年 - 2010年
- 『幻想綺帖』 1巻、朝日新聞社〈眠れぬ夜の奇妙な話コミックス〉、2009年9月。ISBN 978-4-02-213143-0。
- 岡本綺堂『幻想綺帖』 2巻、波津彬子画、朝日新聞社〈眠れぬ夜の奇妙な話コミックス〉、2009年11月。ISBN 978-4-02-213146-1。
- レディシノワズリ 全2巻、2011年 - 2013年
- 『画業30周年＆「雨柳堂夢咄」連載20周年記念集 千波万波』朝日新聞社〈眠れぬ夜の奇妙な話コミックス〉、2010年12月。ISBN 978-4-02-213162-1。
- 『蔵のある家（短編集）』小学館〈Flower comics special〉、2014年2月。ISBN 978-4091358561。[8]
- ふるぎぬや紋様帳 全6巻、2015年 - 2022年
- 『幻妖能楽集』KADOKAWA〈怪と幽COMICS〉、2021年11月。ISBN 978-4-04-111733-0。 監修：山内麻衣子
- 『あらあらかしこ』 1巻、小学館〈FLOWER COMICS SPECIAL〉、2023年10月15日、1-192頁。ISBN 978-4098723607。
第1〜6話を収録（「月刊フラワーズ」2022年9・11月，2023年1・3・7・9月号／10月10日発売）。

### 共著・編著・共編著
- 坂田靖子、橋本多佳子・波津彬子『フレドリック・ブラウンは二度死ぬ』朝日ソノラマ、1983年9月。ISBN 4-257-90047-4。
  - 坂田靖子、橋本多佳子・波津彬子『フレドリック・ブラウンは二度死ぬ』コミックス〈講談社漫画文庫〉、2002年12月。ISBN 4-06-360432-2。
- 佐々木倫子、大藪準子・はしもと理・乃間修・真野匡・加賀谷鴻一・篠原烏童・大坂尚子・波津彬子『眠れぬ夜に 幽霊コミックアンソロジー』大陸書房〈奇想天外コミックス3〉、1987年6月。ISBN 978-4-8033-1124-2。
- 赤木かん子編 編『おいしい話』ポプラ社〈Little selections : あなたのための小さな物語 6〉、2001年4月。ISBN 4-591-06762-9。。
- 今市子、秋乃茉莉・波津彬子・垣野内成美・松山花子・桑原祐子『銀鈴夜話』ホーム社〈Eyes comics. 幻想ファンタジー v.6〉、2005年10月。ISBN 4-8342-6175-1。
- 秋山亜由子、五十嵐大介・伊藤三巳華・大田垣晴子・押切蓮介・高橋葉介・中山昌亮・波津彬子・花輪和一・魔夜峰央・諸星大二郎『コミック幽 怪談マンガアンソロジー』メディアファクトリー〈MFコミックス〉、2007年6月。ISBN 978-4-8401-1920-7。
- 岩館真理子、奈知未佐子・大竹サラ・有留杏一・奈々巻かなこ・波津彬子・松井雪子・荒木淳子・神坂智子・小玉ユキ・逢坂みえこ『もういちど逢いたい猫　flowers garden』小学館〈フラワーコミックスアルファ〉、2009年2月。ISBN 978-4-09-132336-1。
- 波津彬子、田村由美・西炯子・奈知未佐子・下村富美・遠藤佳世・ささやななえこ・有留杏一・萩尾望都・よしまさこ・吉野朔実『幻想の迷宮　flowers garden』小学館〈フラワーコミックスアルファ〉、2009年2月。ISBN 978-4-09-132337-8。
- 今市子、秋乃茉莉・佐野絵里子・桑原祐子・後藤星・波津彬子・かまたきみこ・滝口琳々『翡翠宮』ホーム社〈Eyes comics. 幻想ラビリンス vol.2〉、2009年10月。ISBN 978-4-8342-6190-5。
- 萩尾望都、吉田秋生・田村由美・吉野朔実・波津彬子・西炯子・吉村明美・奈知未佐子『家族の情景』小学館〈小学館文庫. 珠玉の名作アンソロジー 1〉、2009年11月。ISBN 978-4-09-195011-6。

### 単行本未収録
- 秘密の想い人（『増刊flowers』2021年冬号、表紙＆巻頭カラー付き40頁の読切[9]）
- 石川グルメの秘密（『増刊flowers』2022年春号、描き下ろしエッセイ漫画4頁[10]）
- 森羅万象を司る宮の姫君（『月刊フラワーズ』2023年5月号、巻中カラー付き40頁の読切[11]）
- あらあらかしこ（『月刊フラワーズ』2022年9月号より奇数月・隔月にて連載中[12][13]、[注釈 2]）
- 三歩下がって（『ビッグコミック増刊号』2023年3月17日号、扉絵含む24頁の読切[14]）
- 白百合の君（『ビッグコミック増刊号』2023年8月17日号、大正ロマン読切第2弾、扉絵含む24頁[15]）
- 魅惑の白黒（『増刊flowers』2024年春号、描き下ろしエッセイ漫画4頁[16]）
- 夜の逍遙（『増刊flowers』2024年夏号、表紙＆20頁の読切[17]）
- M夫人の幽霊（『増刊flowers』2025年夏号[18]）

### 画集
- 波津彬子イラスト集 花色更紗（朝日ソノラマ、1993年9月20日第1刷発行）ISBN 4-257-03367-3
- 波津彬子の世界 彩織り幻想 多宝格（小学館、2001年11月20日初版第1刷発行）ISBN 4-09-199881-X
- 波津彬子 雨柳堂夢咄画集（朝日ソノラマ、2004年10月20日第1刷発行）ISBN 4-257-03702-4
- 波津彬子画集 万華鏡（小学館、2010年12月8日初版第1刷発行）ISBN 978-4-09-199023-5

### CD
- 雨柳堂夢咄 ドラマCD